# Jean-Paul Akayesu
Jean-Paul Akayesu (Taba, Ruanda, 1953) és un ex mestre, inspector escolar, i polític del Moviment Democràtic Republicà (MDR) de Rwanda. Va ser alcalde de la comuna de Taba, a la prefectura de Gitarama, des d'abril de 1993 fins a juny de 1994.
Durant el Genocidi de Ruanda, a mitjan 1994, la majoria dels ostatges van ser assassinats a la comuna dirigida per Akayesu, i molts altres van ser torturats. Akayesu no solament va prendre cap mesura per evitar els assassinats, sinó que personalment va dur a terme l'assassinat de diversos presoners. També va ordenar una llista de persones que van ser assassinades pels Hutus i els va ordenar registrar casa per casa per localitzar als tutsis.